# Procesy załogi Sobiboru
Procesy załogi Sobiboru – procesy członków personelu niemieckiego nazistowskiego obozu zagłady w Sobiborze, które po zakończeniu II wojny światowej toczyły się przed sądami w Niemczech, Stanach Zjednoczonych i ZSRR.
Pierwsze procesy esesmanów z obozu w Sobiborze odbyły się w 1950 roku. Sąd w Berlinie-Moabicie skazał wtedy Ericha Bauera na karę śmierci, zamienioną później na dożywotnie pozbawienie wolności. Kilka miesięcy później sąd we Frankfurcie nad Menem skazał na dożywotnie więzienie Huberta Gomerskiego; sądzony wraz z nim Johann Klier został uniewinniony.
W pierwszej połowie lat 60. kilka procesów byłych strażników odbyło się w Związku Radzieckim. Wielu oskarżonych zostało wtedy skazanych na karę śmierci.
Najważniejszy proces w sprawie Sobiboru toczył się w Hagen w latach 1965–1966. Na ławie oskarżonych zasiadło wtedy dwunastu członków niemieckiej załogi. Główny oskarżony, Kurt Bolender, popełnił samobójstwo przed ogłoszeniem wyroku, a spośród pozostałych tylko sześciu zostało skazanych, przy czym wyrok dożywotniego więzienia usłyszał jedynie Karl Frenzel. Z kolei podczas procesu byłego komendanta obozu w Treblince, Franza Stangla, który odbył się w Düsseldorfie w 1970 roku, poruszono także kwestie zbrodni, których oskarżony dopuścił się jako komendant Sobiboru.
Ostatnim członkiem załogi Sobiboru, który zasiadł na ławie oskarżonych, był Iwan Demianiuk. W 2011 roku monachijski sąd pierwszej instancji wymierzył mu karę pięciu lat więzienia. Demianiuk zmarł przed uprawomocnieniem się wyroku.

## Tło historyczne
Obóz w Sobiborze był jednym z trzech ośrodków zagłady utworzonych przez Niemców w ramach akcji „Reinhardt”. Funkcjonował od maja 1942 roku, służąc eksterminacji ludności żydowskiej. Z szacunków Roberta Kuwałka wynika, że liczba jego ofiar sięgnęła 170–180 tys. osób. 14 października 1943 roku w Sobiborze wybuchło powstanie, w którego trakcie zbiegło około 300 więźniów. Niedługo później Niemcy przystąpili do likwidacji obozu. Do połowy grudnia 1943 roku rozebrano ogrodzenie i większość budynków oraz zasypano i zamaskowano doły kryjące prochy ofiar. Do pracy przy zacieraniu śladów ludobójstwa zmuszono grupę więźniów przywiezionych ze zlikwidowanego obozu zagłady w Treblince. Po wykonaniu zadania zostali oni rozstrzelani.
W skład obozowej załogi wchodziło przeciętnie około 25–30 Niemców i Austriaków. Byli to funkcjonariusze SS; większość z nich uczestniczyła wcześniej w akcji T4, czyli eksterminacji osób chorych psychicznie i niepełnosprawnych umysłowo. Niemiecki personel wspomagała kompania wartownicza złożona z około 120 strażników (wachmanów). Rekrutowali się oni spośród tzw. Trawniki-Männer, czyli wschodnioeuropejskich kolaborantów, których przeszkolono w obozie SS w Trawnikach. W większości wypadków byli to sowieccy jeńcy wojenni, zazwyczaj narodowości ukraińskiej, którzy z rozmaitych względów zgodzili się przejść na służbę niemiecką.
Do 2017 roku historykom udało się ustalić nazwiska 86 esesmanów oraz 128 wachmanów, którzy pełnili służbę w Sobiborze. Dwudziestu siedmiu członków niemieckiego personelu zginęło lub zmarło w czasie wojny lub krótko po jej zakończeniu. Znaleźli się wśród nich: komendant Franz Reichleitner, jego zastępca Johann Niemann, budowniczy obozu Richard Thomalla, Paul Bredow, który specjalizował się w rozstrzeliwaniu dzieci oraz osób starszych i wyczerpanych. Wielu innych esesmanów zaginęło bez śladu lub z różnych przyczyn nie zostało pociągniętych do odpowiedzialności karnej. Wśród tych, którym być może udało się skutecznie zatrzeć za sobą ślady, byli: wsławiony okrucieństwem Paul Groth, budowniczy komór gazowych Lorenz Hackenholt, a także Hermann Michel, który specjalizował się w wygłaszaniu uspokajających przemówień do Żydów prowadzonych do komór gazowych. Tylko nieliczni członkowie załogi zostali osądzeni i ukarani.

## Proces Ericha Bauera w Berlinie Zachodnim
W lipcu 1946 roku niemiecka prokuratura we Frankfurcie nad Menem wszczęła śledztwo przeciwko Josefowi Hirtreiterowi. Był on podejrzewany o uczestnictwo w mordach popełnionych w „ośrodku eutanazji” w Hadamarze. W czasie przesłuchania Hirtreiter przyznał, że po zakończeniu akcji T4 został przeniesiony do „obozu w Małkini niedaleko Warszawy” (tj. do obozu zagłady w Treblince). Wymienił także nazwiska kilku kolegów, którzy wraz z nim uczestniczyli w akcji T4, a następnie zostali przeniesieni do okupowanej Polski, by wziąć udział w Zagładzie Żydów. Ponieważ jednak w okupowanych Niemczech sprawy dotyczące zbrodni w obozach koncentracyjnych znajdowały się pod jurysdykcją trybunałów alianckich, niemieccy śledczy nie podjęli tego wątku. Nie zdołali mu także udowodnić współudziału w zbrodniach popełnionych w Hadamarze. W konsekwencji śledztwo zostało umorzone, a Hirtreitera ponownie wydano w ręce amerykańskich władz okupacyjnych.
Jedną z osób, których nazwiska wymienił Hirtreiter, był Erich Bauer. W latach 1942–1943 należał on do załogi Sobiboru. Jego głównym zadaniem była obsługa silnika, który dostarczał spaliny do komór gazowych, stąd w obozie był znany pod przydomkiem Gasmeister („mistrz gazu”). W 1949 roku dwoje ocalałych więźniów, Samuel Lerer i Estera Raab, przypadkowo rozpoznało Bauera na jednej z ulic Berlina Zachodniego. W konsekwencji został aresztowany.
Proces Bauera toczył się przed sądem przysięgłych w Berlinie-Moabicie. Wyrokiem z 8 maja 1950 roku został uznany winnym zarzucanych mu czynów i skazany na karę śmierci. Wejście w życie nowej niemieckiej konstytucji, która znosiła karę główną, spowodowało jednak, że wyrok zmieniono na karę dożywotniego pozbawienia wolności. Bauer zmarł w 1980 roku w więzieniu Berlin-Tegel.

## Proces Huberta Gomerskiego i Johanna Kliera we Frankfurcie nad Menem
Wśród osób, których nazwiska wymienił Hirtreiter, znaleźli się także dwaj inni członkowie załogi Sobiboru: Hubert Gomerski i Johann Klier. Postępowanie przygotowawcze przeciwko nim zostało wszczęte w 1949 roku. Proces odbył się przed sądem przysięgłych we Frankfurcie nad Menem. Trwał zaledwie dwa dni.
Gomerski był uznawany za jednego z najokrutniejszych esesmanów w Sobiborze. Został aresztowany w październiku 1948 roku. W czasie procesu byli więźniowie ze szczegółami opisali liczne zbrodnie, których dopuścił się w obozie. W odmiennym kierunku potoczyła się natomiast sprawa Kliera. Żaden ze świadków nie był w stanie podważyć jego zapewnień, iż działał w stanie przymusu, wykonując zbrodnicze rozkazy przełożonych w obawie o własne życie. Co więcej, ocalali więźniowie zeznawali na jego korzyść, opisując go jako jednego z najłagodniejszych członków załogi.
Wyrok ogłoszono 25 sierpnia 1950 roku. Decyzją ławy przysięgłych Gomerski został uznany za winnego morderstwa i skazany na karę dożywotniego więzienia. Klier usłyszał wyrok uniewinniający. Frankfurcki proces, podobnie jak proces Bauera, przeszedł bez większego echa.
W 1971 roku rozpoczął się proces rewizyjny Gomerskiego. Doprowadził do zmiany kwalifikacji przestępstwa na pomocnictwo w morderstwie i w konsekwencji do zmniejszenia wymiaru kary do 15 lat więzienia. Przy podejmowaniu decyzji sąd wziął pod uwagę m.in. opinię psychologiczną, z której wynikało, że skazany zaczyna odczuwać skruchę za popełnione zbrodnie. Gomerskiego wkrótce zwolniono z więzienia z przyczyn zdrowotnych. Prokuratura wniosła odwołanie od wyroku, jednakże postępowanie zostało umorzone, gdyż uznano, że Gomerski jest niezdolny do uczestnictwa w rozprawach. Mimo rzekomo złego stanu zdrowia zmarł dopiero w 1999 roku, ciesząc się wolnością do ostatnich dni życia.

## Procesy wachmanów z Sobiboru w ZSRR
W pierwszej połowie lat 60. w Związku Radzieckim odbyło się kilka procesów, w których na ławie oskarżonych zasiedli byli Trawniki-Männer. Na procesach tych zeznawali m.in. świadkowie z Polski.
W 1962 roku rozpoczął się w Kijowie proces jedenastu byłych strażników z Sobiboru. Głównym świadkiem oskarżenia był przywódca powstania z października 1943 roku, Aleksandr Pieczerski. Wyrok ogłoszono w kwietniu 1963 roku. Dziesięciu oskarżonych skazano na karę śmierci, a jedenastego, Iwana Tieriechowa, na karę 15 lat pozbawienia wolności.
W czerwcu 1965 roku sąd w Kijowie skazał na karę śmierci trzech innych wachmanów z Bełżca i Sobiboru.
Kolejny proces Trawniki-Männer odbył się w 1965 roku w Krasnodarze. Na ławie oskarżonych zasiadło wtedy sześciu byłych strażników. Jednym ze świadków był uczestnik powstania Aleksy Wajcen, który m.in. zidentyfikował wachmana Iwana Zajczewa. Wszystkich oskarżonych skazano na karę śmierci.
Wśród wachmanów z załóg Bełżca i Sobiboru, którzy zostali skazani i straceni w ZSRR, byli m.in. Wasyl Bialakow, Nikołaj Matwijenko, Iwan Nikoforow, Wasyl Podienko, Emanuel Schultz, Iwan Tichonowski i Iwan Zajczew.

## Proces załogi Sobiboru w Hagen

### Uwarunkowania prawne
W czasie, gdy toczyły się śledztwo i proces przeciw członkom załogi Sobiboru, w zachodnioniemieckim kodeksie karnym (Strafgesetzbuch – StGB) brak było przepisów odnoszących się bezpośrednio do zbrodni ludobójstwa, zbrodni przeciwko ludzkości, czy też zbrodni wojennych. Z tego powodu osoby oskarżone o udział w najcięższych zbrodniach narodowego socjalizmu mogły być sądzone wyłącznie z artykułu 211 StGB (morderstwo). Zbrodnie nazistowskie, które były motywowane nienawiścią rasową – przede wszystkim związane z eksterminacją Żydów – były zazwyczaj kwalifikowane jako „morderstwo z niskich pobudek”, dokonane w sposób „okrutny” i „podstępny”. Sam fakt służby w obozie zagłady nie był wystarczającą przesłanką do wydania wyroku skazującego – oskarżonemu należało udowodnić, iż osobiście dokonywał zbrodni.
W latach 50. i 60. zachodnioniemieckie sądy rozpatrujące sprawy zbrodni nazistowskich przyjęły linię orzeczniczą, w myśl której za sprawców sensu stricto byli uznawani jedynie Adolf Hitler oraz członkowie ścisłej elity przywódczej III Rzeszy. Niższych rangą zbrodniarzy, będących wykonawcami ich rozkazów, zazwyczaj uznawano natomiast za „pomocników w morderstwie”. Podniesienie kwalifikacji czynu do „współsprawstwa w morderstwie” było możliwe jedynie w przypadku, gdy oskarżenie dysponowało dowodami świadczącymi, że oskarżony wykazywał się okrucieństwem i inicjatywą, które wykraczały poza standardowe wykonywanie rozkazów.
W tych okolicznościach dla uzyskania wyroku skazującego, a w szczególności wysokiego wymiaru kary, kluczowe były zeznania naocznych świadków – w praktyce przede wszystkim ocalałych ofiar. Jeżeli świadków brakowało lub ich zeznania uznano za zbyt mało wiarygodne, sądy zazwyczaj rozstrzygały wątpliwości na korzyść oskarżonych i wydawały wyroki uniewinniające lub wymierzały niskie kary.

### Śledztwo
24 lipca 1959 roku powołana rok wcześniej Centrala Badania Zbrodni Narodowosocjalistycznych w Ludwigsburgu wszczęła śledztwo w sprawie zbrodni popełnionych w Sobiborze. Prowadził je prawnik Dietrich Zeug. Początkowo skupiono się na poszukiwaniu potencjalnych podejrzanych i świadków. W tym celu śledczy przeanalizowali akta procesów Gomerskiego i Bauera, przebadali archiwa Berlińskiego Centrum Dokumentacji, a także zasięgnęli informacji w urzędach ds. restytucji, które rozpatrywały wnioski o wypłatę odszkodowań składane przez ocalałych z Holocaustu. Centrala nawiązała również współpracę z instytutem Jad Waszem, władzami Izraela oraz Światowym Kongresem Żydów. Wiele tropów okazało się fałszywych, gdyż potencjalni podejrzani – np. Richard Thomalla, Johann Niemann, czy Franz Reichleitner – zginęli w czasie wojny lub zmarli po jej zakończeniu. Przez wiele miesięcy poszukiwano Gustava Wagnera, którego byli więźniowie zgodnie uznawali za najokrutniejszego esesmana w Sobiborze. Pościg okazał się bezskuteczny, gdyż Wagner ukrywał się w tym czasie w Ameryce Południowej.

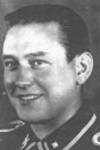
Kurt Bolender, główny oskarżony w procesie Sobiboru

Do czerwca 1960 roku Zeug zdołał zgromadzić wystarczającą liczbę dowodów, aby wystąpić do prokuratury w Dortmundzie o wszczęcie postępowania sądowego przeciwko dziewiętnastu podejrzanym. W czerwcu 1961 roku aresztowano Kurta Bolendera – późniejszego głównego oskarżonego w procesie Sobiboru. Z kolei w marcu 1962 roku został zatrzymany Karl Frenzel, którego byli więźniowie wspominali jako jednego z najokrutniejszych członków obozowej załogi. Akt oskarżenia został wniesiony 30 czerwca 1964 roku. Ze względu na fakt, że część podejrzanych już nie żyła, a część zdołała skutecznie się ukryć, na ławie oskarżonych zasiadło ostatecznie dwunastu byłych esesmanów. Lista świadków zawierała 34 nazwiska, w większości ocalałych więźniów Sobiboru.
Prokuratura opierając się na art. 211 StGB, zbrodnie popełnione w Sobiborze zakwalifikowała jako morderstwo popełnione z „niskich pobudek”, w sposób „okrutny” i „podstępny”, a w przypadku egzekucji ostatniej grupy więźniów – popełnione „w celu zatarcia śladów innego przestępstwa”. Uznała jednocześnie, że żadnemu z oskarżonych nie można zarzucić sprawstwa głównego (Haupttäter). Zostali uznani za współsprawców morderstwa, aczkolwiek słowo to nie pojawiło się explicite w akcie oskarżenia. Wskazano natomiast, że choć byli niskimi rangą wykonawcami rozkazów, to jako lojalni naziści – w większości posiadający już wprawę w masowym zabijaniu – aprobowali popełniane w obozie zbrodnie, a wręcz wykazywali zapał przy wykonywaniu swoich obowiązków. Poszczególni oskarżeni usłyszeli następujące zarzuty:
| Imię i nazwisko   | Zadania wykonywane w obozie                                                                     | Zarzuty                                                                                |
| ----------------- | ----------------------------------------------------------------------------------------------- | -------------------------------------------------------------------------------------- |
| Kurt Bolender     | kierownik obozu III (od kwietnia do jesieni 1942 roku)                                          | morderstwo około 360 osób, współudział w zbiorowym mordzie na co najmniej 86 tys. osób |
| Werner Dubois     | nadzór nad „komandem leśnym” i zbrojownią                                                       | współudział w zbiorowym mordzie na co najmniej 43 tys. osób                            |
| Karl Frenzel      | kierownik obozu I, nadzór nad „komandem dworcowym”, przeprowadzanie selekcji na rampie          | morderstwo 42 osób, współudział w zbiorowym mordzie na około 250 tys. osób             |
| Erich Fuchs       | zainstalował silnik w pierwszych komorach gazowych, przeprowadzał próbne gazowania              | współudział w zbiorowym mordzie na 3600 osób                                           |
| Alfred Ittner     | kierownik administracyjny, później strażnik w obozie III                                        | współudział w zbiorowym mordzie na 57 tys. osób                                        |
| Robert Jührs      | udział w likwidacji obozu jesienią 1943 roku                                                    | pomocnictwo w morderstwie co najmniej 30 osób                                          |
| Erich Lachmann    | dowódca straży (do jesieni 1942)                                                                | współudział w zbiorowym mordzie na około 150 tys. osób                                 |
| Erwin Lambert     | budowniczy „nowych” komór gazowych                                                              | współudział w zbiorowym mordzie na nieznanej liczbie osób                              |
| Hans-Heinz Schütt | kierownik administracyjny                                                                       | współudział w zbiorowym mordzie na 86 tys. osób                                        |
| Heinrich Unverhau | nadzór nad więźniami uprzątającymi plac-rozbieralnię, nadzór nad jednym z baraków sortowniczych | współudział w zbiorowym mordzie na 72 tys. osób                                        |
| Franz Wolf        | nadzór nad barakami sortowniczymi, komandem „fryzjerów” oraz „komandem leśnym”                  | współudział w zbiorowym mordzie na 115 tys. osób                                       |
| Ernst Zierke      | udział w likwidacji obozu jesienią 1943 roku                                                    | pomocnictwo w morderstwie co najmniej 30 osób                                          |

W styczniu 1965 roku III izba karna sądu krajowego w Hagen podjęła decyzję umorzeniu postępowania przeciw siedmiu oskarżonym: Wernerowi Dubois, Erichowi Fuchsowi, Alfredowi Ittnerowi, Robertowi Jührsowi, Erwinowi Lambertowi, Heinrichowi Unverhauowi i Ernstowi Zierkemu. Sąd uznał, że zgromadzone przez prokuraturę dowody są niewystarczające, aby zakwestionować twierdzenia oskarżonych, iż podczas służby w Sobiborze działali pod przymusem – obawiając się najsurowszych konsekwencji w przypadku niewykonania rozkazów przełożonych. Sąd uznał jednocześnie, że nawet jeśli obawy oskarżonych nie miały pokrycia w rzeczywistości, to odczuwali oni subiektywne poczucie przymusu, które wpływało w sposób decydujący na ich postępowanie. Umorzenie postępowania wzbudziło duże kontrowersje. Michael Bryant, który procesy załóg obozów akcji „Reinhardt” toczące się przed sądami RFN ocenia zasadniczo jako uczciwe i rzetelne, tylko w nim był skłonny dopatrywać się przejawów stronniczości sędziów na rzecz oskarżonych. Nie wykluczał przy tym, że wpływ na rozstrzygnięcie sądu mógł mieć fakt, iż przewodniczący składu orzekającego, Kurt Müller, w czasie wojny zajmował wysoką pozycję w systemie sądownictwa wojskowego Wehrmachtu.
W lutym 1965 roku prokuratura wniosła odwołanie, które zostało w całości podtrzymane przez sąd apelacyjny. Wskazał on w uzasadnieniu, że III izba karna nazbyt wzorowała się na analogicznym rozstrzygnięciu w procesie załogi Bełżca, nie biorąc pod uwagę faktu, że komendanci Sobiboru, Franz Stangl i Franz Reichleitner, stosowali o wiele łagodniejszą dyscyplinę niż znani z brutalności wobec podwładnych komendanci Bełżca: Christian Wirth i Gottlieb Hering. Co więcej, sąd pierwszej instancji zignorował dowody zawarte w materiałach ze śledztwa, w tym zeznania samych oskarżonych, które wskazywały, że nie uczynili oni wszystkiego co możliwe, aby uzyskać przeniesienie z Sobiboru lub w maksymalnym stopniu ograniczyć swój udział w zbrodniach (tylko w takim przypadku argument przymusu mógłby zostać zaakceptowany).

### Przebieg procesu

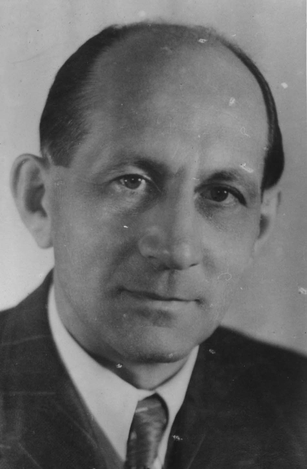
Franz Wolf

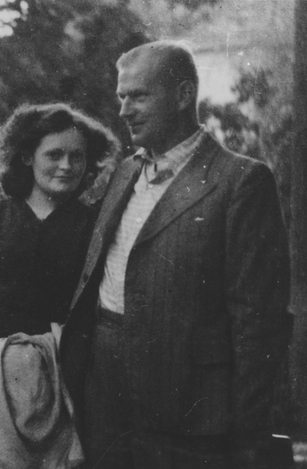
Erwin Lambert

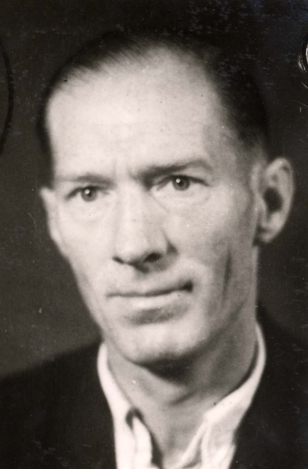
Erich Lachmann

Proces przed sądem krajowym w Hagen rozpoczął się 6 września 1965 roku. Początkowo sędziowie zakładali, że zakończy się w okolicach stycznia 1966 roku. W rzeczywistości toczył się szesnaście miesięcy. W trakcie procesu sędziowie, prokuratorzy i obrońcy udali się m.in. do Izraela, aby przesłuchać świadka, który nie był w stanie udać się do RFN. Głównym oskarżonym był de facto Kurt Bolender. Po jego samobójczej śmierci w październiku 1966 roku rolę tę przejął Karl Frenzel.
Kluczowy wpływ na przebieg procesu miało założenie, które sąd przyjął już na wstępie, że z powodu upływu czasu i konsekwencji traumatycznych przeżyć zeznania składane przez ocalałych Żydów powinny być oceniane ze szczególną ostrożnością. Czasami wystarczały nawet pozornie drobne nieścisłości i niekonsekwencje, aby sąd uznał zeznania byłych więźniów za niewystarczająco wiarygodne. Dla przykładu Frenzla uniewinniono od zarzutu zamordowania pewnej kobiety, gdyż spośród świadków, którzy zeznawali w tej sprawie, jeden twierdził, że morderstwo miało miejsce zimą, a drugi, że w miesiącach letnich. Na korzyść niektórych oskarżonych przemówił fakt, że przebywali w obozie zbyt krótko, aby więźniowie zdołali ich zapamiętać. W przypadku innych sprzyjającą okolicznością okazał się fakt, iż więźniowie opisywali ich jako stosunkowo łagodnych. W ocenie Michaela Bryanta sędziowie nie zawsze podchodzili jednak w sposób rygorystyczny do nieuniknionych nieścisłości w zeznaniach ocalałych. Dzięki temu udało się doprowadzić do skazania części oskarżonych.
Ogłoszenie wyroku nastąpiło 20 grudnia 1966 roku. Sześciu oskarżonych usłyszało wyroki skazujące, przy czym tylko jeden – Karl Frenzel – został uznany za winnego morderstwa i skazany na karę dożywotniego pozbawienia wolności. Pięciu pozostałych uznano za winnych wyłącznie pomocnictwa w morderstwie, gdyż z najpoważniejszych zarzutów zostali oczyszczeni, a ponadto uznano, że nie popierali osobiście eksterminacji Żydów oraz nie wykazywali się okrucieństwem i zapałem, które wykraczałyby poza standardowe wykonywanie rozkazów. Owym skazanym zostały zasądzone kary kilkuletniego więzienia. Pięciu oskarżonych zostało uniewinnionych, gdyż sąd uznał, że działali oni w subiektywnym poczuciu przymusu.
Poszczególnym oskarżonym wymierzono następujące wyroki:
| Imię i nazwisko   | Orzeczenie                                                                       | Zasądzona kara                  |
| ----------------- | -------------------------------------------------------------------------------- | ------------------------------- |
| Karl Frenzel      | winny zamordowania 6 osób oraz współudziału w zbiorowym mordzie na 150 tys. osób | dożywotnie pozbawienie wolności |
| Franz Wolf        | winny pomocnictwa w zbiorowym mordzie na 39 tys. osób                            | 8 lat więzienia                 |
| Erich Fuchs       | winny pomocnictwa w zbiorowym mordzie na 79 tys. osób                            | 4 lata więzienia                |
| Alfred Ittner     | winny pomocnictwa w zbiorowym mordzie na 68 tys. osób                            | 4 lata więzienia                |
| Werner Dubois     | winny pomocnictwa w zbiorowym mordzie na 15 tys. osób                            | 3 lata więzienia                |
| Erwin Lambert     | winny pomocnictwa w zbiorowym mordzie na 57 tys. osób                            | 3 lata więzienia                |
| Robert Jührs      | uniewinniony                                                                     | brak                            |
| Erich Lachmann    | uniewinniony                                                                     | brak                            |
| Hans-Heinz Schütt | uniewinniony                                                                     | brak                            |
| Heinrich Unverhau | uniewinniony                                                                     | brak                            |
| Ernst Zierke      | uniewinniony                                                                     | brak                            |
| Kurt Bolender     | popełnił samobójstwo w areszcie                                                  | brak                            |

## Proces Franza Stangla w Düsseldorfie

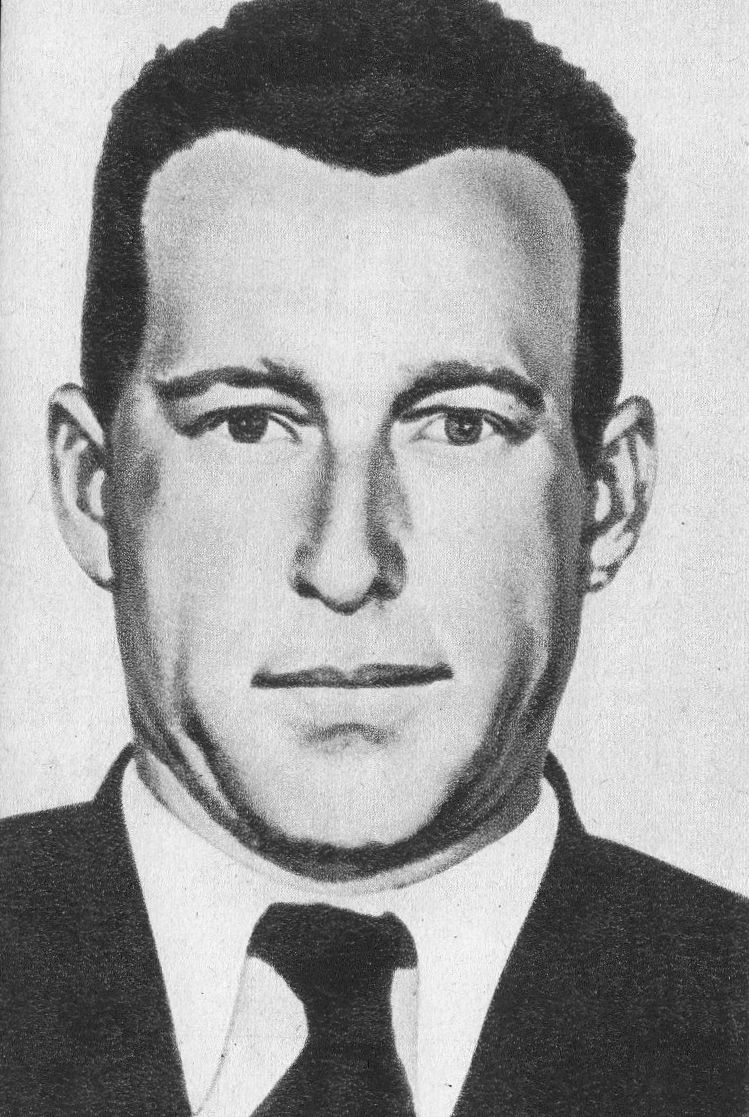
Franz Stangl

Franz Stangl, pierwszy komendant Sobiboru, w sierpniu 1942 roku przeniesiony na stanowisko komendanta obozu zagłady w Treblince, zdołał po wojnie wymknąć się alianckiemu wymiarowi sprawiedliwości. Od 1951 roku przebywał wraz z rodziną w Brazylii. Na początku lat 60. władze austriackie zintensyfikowały jego poszukiwania, jednakże Stangl nadal zamieszkiwał w São Paulo, nie podejmując przy tym poważniejszych środków ostrożności. W pościg za byłym komendantem Sobiboru i Treblinki włączył się „łowca nazistów” Szymon Wiesenthal. W połowie lat 60. nieznany z nazwiska informator w zamian za nagrodę w wysokości 7 tys. dolarów wskazał mu miejsce pobytu Stangla. W konsekwencji 28 lutego 1967 roku brazylijska policja dokonała jego aresztowania. O ekstradycję Stangla wystąpiły Austria, Izrael, Polska i RFN. Władze brazylijskie z przyczyn proceduralnych postanowiły deportować go do RFN. Ekstradycja nastąpiła pod koniec czerwca 1967 roku.
Proces Stangla przed sądem krajowym w Düsseldorfie rozpoczął się 13 maja 1970 roku. Jego działalność w Sobiborze została z przyczyn proceduralnych wyłączona z postępowania prokuratorskiego. Niemniej w czasie procesu wystąpili w charakterze świadków ocalali więźniowie Sobiboru: Samuel Lerer, Hersz Cukierman, Stanisław Szmajzner. Zeznali między innymi, że Stangl nadzorował „rozładunek” transportów na obozowej rampie, a także bywał obecny na placu-rozbieralni.
Stangl oparł linię obrony na umniejszaniu zakresu swojej odpowiedzialności. Przyznawał, że był najwyższym rangą oficerem w Sobiborze, twierdził jednak, że odpowiadał wyłącznie za rozbudowę obozu i sprawy administracyjne. Początkowo zaprzeczał nawet, że do jego zadań należało sprawowanie nadzoru nad zrabowanym mieniem. Sąd rozpatrywał wysuwane wobec niego oskarżenia, iż po nieudanej ucieczce jednego z więźniów Sobiboru rozkazał stracić dziewięciu innych, a także rozkazał rozstrzelać kobietę, która zgłosiła się do komendantury w poszukiwaniu deportowanego wcześniej męża. Ostatecznie uznano, że świadkowie, którzy zeznawali na ten temat – tj. Alfred Ittner i nieżyjący Kurt Bolender – nie mogą być uznani za wiarygodnych.
Sąd krajowy w Düsseldorfie ogłosił wyrok 22 grudnia 1970 roku. Stangl został uznany winnym współudziału w masowym mordzie na 900 tys. Żydów i skazany na karę dożywotniego pozbawienia wolności. Zmarł w więzieniu sześć miesięcy później.

## Proces Iwana Demianiuka
W 1975 roku Michael Hanusiak, ukraiński imigrant powiązany ze środowiskami lewicowymi, opublikował listę z nazwiskami 70 ukraińskich zbrodniarzy wojennych, którzy mieli jakoby przebywać na terytorium Stanów Zjednoczonych. Znalazło się na niej nazwisko Iwana (Johna) Demianiuka. Był on podejrzewany, że w czasie wojny służył jako strażnik w Sobiborze. Śledztwo przeciwko Demianiukowi wszczął wkrótce amerykański Urząd Imigracyjny. Zdjęcia podejrzanego wysłano do Izraela, gdzie kilku ocalałych z Holocaustu zidentyfikowało go jako „Iwana Groźnego” – słynnego z okrucieństwa strażnika, który obsługiwał komory gazowe w obozie zagłady w Treblince.
W 1977 roku biuro prokuratora federalnego w Cleveland formalnie oskarżyło Demianiuka, iż był „Iwanem Groźnym”. Po pewnym czasie do śledztwa włączyło się Biuro Dochodzeń Specjalnych (Office of Special Investigations) – specjalna agencja funkcjonująca w ramach Departamentu Sprawiedliwości, której zadaniem było ściganie zbrodniarzy nazistowskich ukrywających się na terytorium USA. Do Biura dochodziły sygnały świadczące, iż podejrzany mógł zostać pomylony z innym wachmanem, niemniej zapadła decyzja o podtrzymaniu zarzutów. Po wieloletniej batalii sądowej Demianiuk został pozbawiony amerykańskiego obywatelstwa. W styczniu 1986 roku deportowano go do Izraela.
W lutym 1987 roku przed sądem w Jerozolimie rozpoczął się proces Demianiuka. Czternaście miesięcy później oskarżony został uznany winnym zarzucanych mu czynów i skazany na karę śmierci. Wkrótce na jaw wyszły jednak dowody, które jednoznacznie wskazywały, że Demianiuk nigdy nie służył w Treblince, a „Groźnym” był w rzeczywistości niejaki Iwan Marczenko. W rezultacie w lipcu 1993 roku izraelski Sąd Najwyższy uniewinnił Demianiuka, a niedługo później amerykański sąd przywrócił mu obywatelstwo i wyraził zgodę na jego powrót do USA.
Wkrótce Biuro Dochodzeń Specjalnych wszczęło nowe dochodzenie, tym razem – zamiast na zeznaniach świadków – koncentrując się na analizie dokumentów uzyskanych z niemieckich i sowieckich archiwów. Pozwoliły one jednoznacznie ustalić, że Demianiuk rzeczywiście pełnił służbę w oddziałach z Trawnik i skłamał w swoim wniosku wizowym, twierdząc, że był jedynie rolnikiem w Sobiborze. Wyrokiem Sądu Szóstego Okręgu Federalnego został w 2002 roku pozbawiony amerykańskiego obywatelstwa. W 2009 roku deportowano go do RFN.
30 listopada 2009 roku przed sądem w Monachium rozpoczął się proces Demianiuka. Wyrok ogłoszony 12 maja 2011 roku zerwał z obowiązującą od ponad pięćdziesięciu lat linią orzeczniczą niemieckich sądów. Monachijski sąd przychylił się bowiem do argumentacji prokuratury, podpartej m.in. ekspertyzą historyka Dietera Pohla, która wskazywała, że Sobibór był obozem zagłady służącym natychmiastowemu uśmiercaniu Żydów, stąd sam fakt służby w tym miejscu stanowi wystarczającą przesłankę do wydania wyroku skazującego. W konsekwencji Demianiuk został uznany winnym pomocnictwa w morderstwie na 28 060 osobach – oszacowano, iż tylu zginęło w Sobiborze, gdy pełnił tam służbę. Usłyszał wyrok pięciu lat pozbawienia wolności, przy czym na poczet kary zaliczono dwa lata, które spędził w areszcie. Demianiuk zmarł w marcu 2012 roku, przed zakończeniem postępowania apelacyjnego.